# Пангерманізм

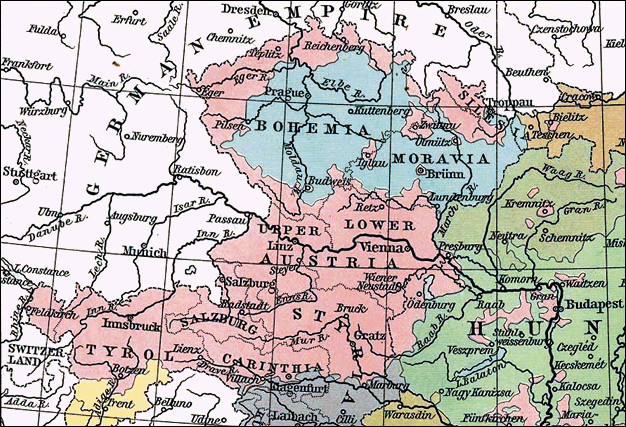
Фрагмент національної карти Австро-Угорщини у 1911 році. Рожевий колір — німецькомовне населення, блакитний — чеське. Території судетських німців утворюють рожевий «кант» навколо центральної Чехії; німецькі землі південніше її відповідають Австрії в сучасних кордонах. Протягом 1938 року всі ці території увійшли до складу Німеччини

Пангермані́зм (нім. Alldeutschtum, лат. Pangermanismus) — культурний і політичний рух, в основі якого лежить ідея політичної єдності німецької нації на основі етнічної, культурної та мовної ідентичності. Сформувався на початку XIX століття.

## Передісторія
Ідеї пангерманізму зародилися на початку XIX століття й були наслідком Наполеонівських воєн. Ці війни привели в дію новий рух, який виник під час Французької революції: націоналізм. Багато європейських націй були розділені протягом століть. Молоді реформатори прагнули об'єднати всі німецькі землі. Німецькі нацисти використовували пангерманізм, як ідею об'єднання германських народів в одній державі.

## Прусія, Австрія і націоналізм
До 1860-х років, Пруссія і Австрія були двома найпотужнішими німецькомовними державами. Вони намагалися розширити свій вплив і територію. Австрійська імперія була багатоетнічною державою, де німці не мали абсолютної чисельної переваги; створення Австро-Угорської імперії було одним результатом дедалі більшого націоналізму інших етнічних груп в імперії. Пруссія при Бісмарку використовувала ідеї пангерманізму, щоб возз'єднати німецькі землі. Об'єднання Німеччини відбулося у 1871 році після проголошення кайзера Вільгельма I головою союзу німецькомовних держав. Багато німців, що жили поза новою імперією, воліли б жити під її владою або в етнічно гомогенній німецькій державі, але це бажання зіткнулося з протилежними побажаннями інших етнічних груп. Такі області імперії, як Австрія та Богемія, випробували міжнаціональну боротьбу протягом багатьох десятиріч. Деякі австрійці навіть почали ненавидіти їх власну етнічно різноманітну імперію. Вони розглядали себе як нащадки баварців, які завоювали та заселили цю область. Багато західних австрійців підтримували від'єднання від імперії Габсбургів і єдність з об'єднаною Німеччиною. Пангерманізм виник як символ віри маленького німецького товариства в Австрії, яке відмовилося признати незмінним відділення її від решти Німеччини у 1866 році.
До кінця XIX століття безліч народних гуртків (нім. Verein) діяли в провінціях і у Відні. Вони займалися дослідженням і ритуалізацією подій і символів німецької історії, літератури та міфології; та поєднували такі форми суспільного життя як хоровий спів, гімнастика, спорт, сходження на гори з національними обрядами. У 1886 році в Зальцбургу Антоном Лангтаснером був заснований Союз ферейнів. Ферейн, що входив до Союзу, мав брати участь в німецьких фестивалях, встановлених спеціальним німецьким календарем і, «не зважаючи на класи», переживати відчуття спільності німецької нації. Соціальною базою руху була провінційна інтелігенція і молодь.
1891 року був створений Пангерманський союз, що сформулював і пропагував конкретну програму.

## Після Першої світової війни
Вплив німецькомовних еліт в Європі був дуже обмеженим. Німеччина була істотно зменшена в розмірі. Австро-Угорщина була розділена. Австрія прийняла назву «Німецька Австрія» (нім. Deutschösterreich) і голосувала переважною більшістю за об'єднання з Німеччиною. Назву «Німецька Австрія» і об'єднання з Німеччиною було заборонено союзниками після Першої світової війни.